# Желонка (Новгородська область)
Желонка (рос. Желонка) — присілок у Марьовському районі Новгородської області Російської Федерації.
Населення становить 0 осіб. Належить до муніципального утворення Велильське сільське поселення.

## Історія
До 1927 року населений пункт перебував у складі Новгородської губернії. У 1927-1944 роках перебував у складі Ленінградської області.

## Населення
| 2010 |
| ---- |
| 0    |